# سعيد بن علي الكرمي
سعيد علي منصور الكرمي (وُلِد في 1852 في طولكرم – تُوفي في 10 مارس 1935 في طولكرم)، سياسي وعالم فلسطيني، وهو أحد طلائع رجال النهضة العربية المعاصرة، وأحد رواد الحركة القومية العربية، كان فقيهًا بالدين واللغة، وشاعرًا وأديبًا ويجيد الخطابة، تولى حقيبة وزارة القضاء والأوقاف في حكومات إمارة شرق الأردن، وكان أحد ثمانية مؤسسين للمجمع العلمي العربي بدمشق عام 1919، وتولى رئاسة المجمع بالوكالة حين عُيِّن رئيسُ المجمع محمد كرد علي وزيرًا للمعارف، وأشرف على إصدار مجلة المجمع في مجلدَيْها الأولَين (سنة 1921 و1922م)، وكان له سعيٌ في تأسيس مجمع اللغة العربية الأردني عام 1923 وسُمِّي رئيسًا له لكنَّ المجمع لم ينهض لأسباب مالية. حُكم عليه بالإعدام في عهد جمال باشا، ثم عدل إلى السجن المؤبد.

## نشأته وحياته
ولد سعيد علي منصور الكرمي في مدينة طولكرم في فلسطين عام 1852، تلقى تعليمه في مدارس مدينته طولكرم، ثم التحق بالجامع الأزهر في مصر، حيث حصل منه على الشهادة العالمية وهي أعلى درجة علمية، وتخرج عالِمًا باللغة العربية والدين الإسلامي.
بعد ذلك، عاد الكرمي إلى طولكرم، وانضم إلى سلك التعليم، ثم عُين مفتشًا للمعارف في طولكرم، ثم أصبح مفتي طولكرم، وصار أحد أبرز مشايخ العلم في فلسطين. أسس في طولكرم جمعية لحزب اللامركزية العثمانية وتولى قيادتها في مدينته وعموم فلسطين، ما دفع بالسلطات العثمانية لاعتقاله ونقله إلى سجن قلعة دمشق، وفي عام 1916 حكمت عليه بالإعدام، وقد نفذ الإعدام بحق أعضاء الحزب باستثناء الكرمي نتيجة لتجاوزه الرابعة والستين من العمر، فاستبدل حكم الإعدام بالسجن المؤبد مدى الحياة، أمضى منها عامين وتسعة شهور في السجن؛ حيث أفرج عنه في فبراير 1918 عقب هزيمة الأتراك وانسحابهم من المنطقة، وعاد الكرمي بعدها مباشرة إلى طولكرم.
عندما تشكلت المملكة العربية السورية في أكتوبر 1918 دعي الكرمي إلى دمشق، وشارك هناك في تأسيس المجمع العلمي العربي عام 1919، وعين نائبًا لرئيس المجمع، ثم أصبح الكرمي رئيسًا للمجمع عام 1920 بعد أن أُسند منصب وزير المعارف لرئيس المجمع محمد كرد علي، واستمر الكرمي بذلك حتى اعتزاله المجمع وعودته إلى مدينة طولكرم عام 1922.
بعد عودته من دمشق إلى طولكرم، دعته الحكومة العربية في إمارة شرق الأردن للمشاركة فيها، فقد شارك سعيد الكرمي مع أحمد حلمي عبد الباقي وكلاهما من مدينة طولكرم بعدد من هذه الحكومات، فأصبح سعيد الكرمي وزيرًا للأوقاف والعدل والقضاء في كل من حكومة علي رضا الركابي الأولى عام 1922، وحكومة مظهر رسلان الثانية عام 1923، وحكومة حسن خالد أبو الهدى الأولى في ذات العام، وحكومة علي رضا الركابي الثانية عام 1924 وحتى عام 1926؛ حيث اعتزل المناصب الحكومية، وعاد إلى مدينته طولكرم في العام 1926، وبقي فيها حتى وفاته عام 1935.
أسس الكرميُّ مجمع اللغة العربية الأردني بتاريخ 17 يوليو 1923، وانتخب رئيسًا للمجمع، بالتزامن مع مشاركته في حكومة مظهر رسلان الثانية. كما شارك في تأسيس حزب الدفاع الوطني الفلسطيني في ديسمبر 1934، وشارك قبل ذلك في المؤتمر الفلسطيني الأول في فبراير 1919، والمؤتمر السوري العام في يونيو 1919.

## حياته الشخصية
والده هو الشيخ علي بن منصور الكرمي. سعيد الكرمي متزوج، ولديه عدد من الأبناء، منهم: العالم اللغوي حسن الكرمي، والسياسي عبد الغني الكرمي، والشاعر عبد الكريم الكرمي، والأديب أحمد شاكر الكرمي، والأديب محمود الكرمي.

شجرة عائلة سعيد بن علي الكرمي.
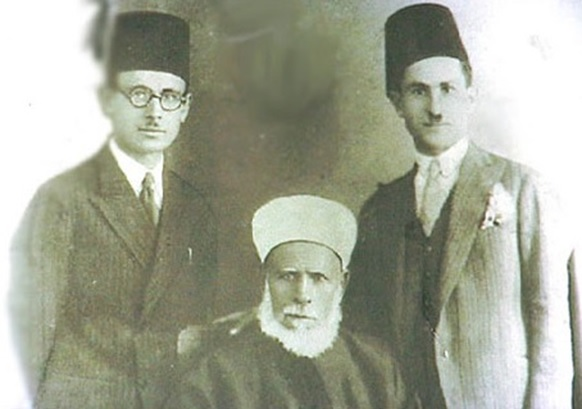
من يمين الصورة إلى يسارها بالترتيب: عبد الكريم الكرمي، وسعيد بن علي الكرمي، وعبد الغني الكرمي.

## مؤلفاته
رغم انشغاله بالسياسة والمناصب الحكومية، إلا أنه أصدر عدة مؤلفات، أهمها:
- كتاب «واضح البرهان في الرد على أهل البهتان»،[7] عام 1875.[24]
- كتاب «الإعلام بمعاني الأعلام»،[30] عام 1921.[18]

## أوسمة
جرى تقليد سعيد الكرمي بعدد من الأوسمة، أبرزها:
- الوسام المجيدي العثماني.[31]

- وسام جوقة الشرف الفرنسي من رتبة فارس، من السلطة الفرنسية المنتدبة في سوريا، وذلك تقديرًا له ولجهوده في المجمع العلمي العربي،[32] وقد جرى تقليده الوسام في احتفال خاص كبير في بهو دار الحكومة في دمشق،[33] بتاريخ 1 سبتمبر 1921،[34] وقد حضر الحفل كبار رجال الدولة والعلماء،[35] ومما جاء في النص الفرنسي لمنح الوسام:«إن شخص سعيد الكرمي مستحق لاحترامنا واعتبارنا، لذلك دعت حكومة الجمهورية الفرنسية لأن تقلد هذا العالم المحترم برهان محبتها هذه».[36][37]

- وسام الاستقلال العالي الحجازي من الدرجة الأولى، من المملكة الحجازية الهاشمية، وقد قلّده إياه الشريف الحسين بن علي في مكة المكرمة، عام 1922.[38]

- وسام الاستقلال الأردني من الدرجة الأولى، حيث زار أمير إمارة شرق الأردن عبد الله الأول بن الحسين منزل الكرمي في مدينة طولكرم بتاريخ 15 سبتمبر 1931، وقلده بالوسام.[39]

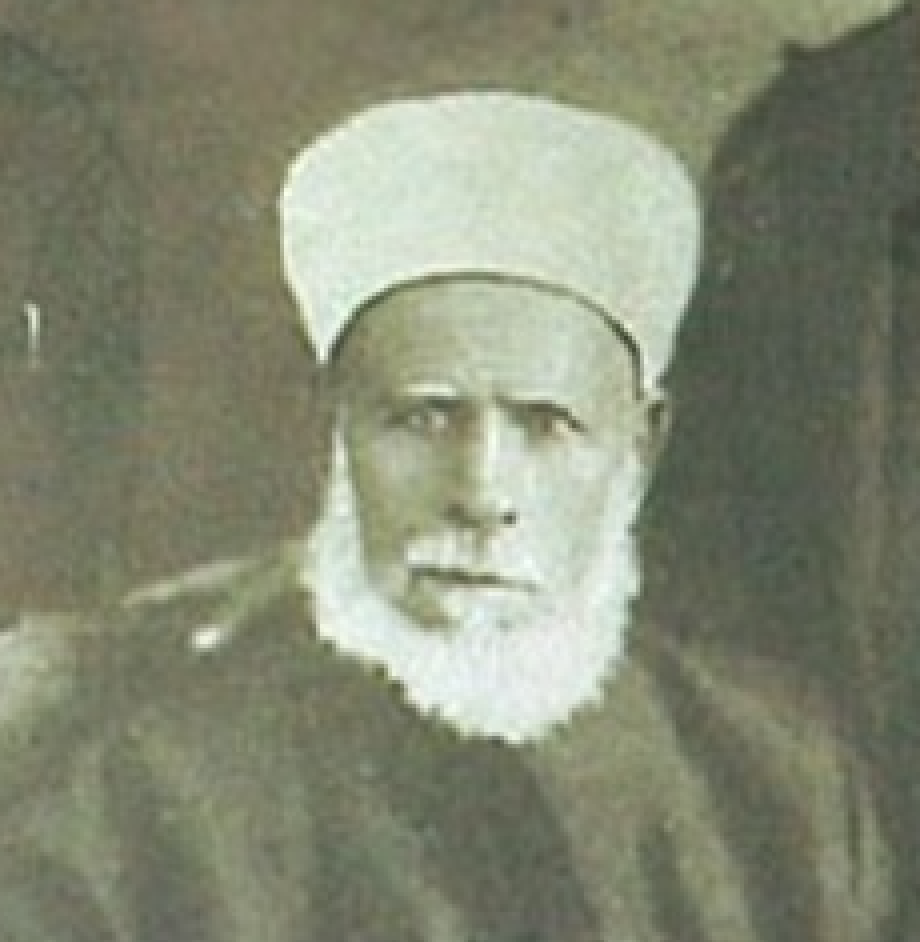
سعيد بن علي الكرمي.

## وفاته
توفي سعيد الكرمي في مدينته طولكرم بتاريخ 10 مارس 1935، عن عمر ناهز 83 عامًا، ودُفن في المدينة.
وتخليدًا لذكراه وتقديرًا لإسهاماته، أُطلِقَ اسمه على أحد شوارع العاصمة الأردنية عمَّان.

## وصلات خارجية
- تصفح كتاب «الإعلام بمعاني الأعلام» لسعيد الكرمي، عام 1921.
- سعيد بن علي الكرمي على موقع بوابة الشعراء
- سعيد بن علي الكرمي على موقع أرشيف الشارخ.